# Alain Della Savia
Alain Della Savia (Cavaillon, 18 marzo 1964) è un compositore italiano.

## Biografia
Alain Della Savia è un tiratore e compositore padovano; ha ereditato la passione dal padre dallo sport, agonista nella specialità di Pistola libera a 50m. Predilige l'uso delle armi corte, alternando l'attività sportiva a quella di istruttore istituzionale dell'Unione Italiana Tiro a Segno - UITS - (federazione sportiva affiliata al Coni). Dal 1990 lavora nella sezione padovana del Tiro a Segno Nazionale, dove tiene corsi di ricarica delle munizioni; corsi istituzionali per il rilascio dei diplomi di idoneità al maneggio delle armi (DIMA); corsi di Tiro Rapido Sportivo; corsi di tiro con armi corte e lunghe per le Polizie locali e per le Guardie Particolari Giurate. Nell'ambito dell'uso dell'arma corta d'ordinanza, ha collaborato in più occasioni con un reparto d'élite dell'Esercito Italiano. Frequenta - su richiesta - vari poligoni di tiro, pubblici e privati, per tenervi corsi. Dal 1997 collabora con il mensile milanese  Armi e Tiro, rivista di settore per la quale si occupa principalmente di armi corte, risposte ai lettori e argomenti vari. Nel campo della ricarica delle munizioni ha compiuto - e pubblicato - studi approfonditi su alcune cartucce. Nel 2007 ha scritto e proposto all'UITS il regolamento per il Tiro Rapido Sportivo, una nuova disciplina adottata poi ufficialmente dalla Federazione. Il Tiro Rapido prende in prestito alcune regole dalle discipline di tiro tradizionali e altre dal Tiro Dinamico Sportivo (quest'ultimo non praticato nelle Sezioni di Tiro a Segno Nazionale). La specialità, prevede e consente solo spostamenti laterali durante gli esercizi. Nella sua carriera sportiva ha vinto sei Campionati italiani di Tiro Dinamico Sportivo nella specialità revolver, capitano della nazionale, ha vinto l'oro a squadre al Campionato Europeo del 2004 nella Repubblica Ceca e un bronzo individuale nel 2002 al Campionato Mondiale IPSC (International Pratical Shooting Confederation) disputato in Sudafrica.
Al lavoro alterna la composizione di musiche per pianoforte. Ha all'attivo la pubblicazione tre album: " Pianoforte con vista." del 2013, " Impronte di luce." del 2017 e " Boulevard Beausoleil." nel 2023. Nel 2019 ha pubblicato un libro " Avventure di un investigatore part-time."